# Рибас, Эмилио
Эмилио Рибас (порт.-браз. Emilio Ribas; 11 апреля 1862, Пиндамоньянгаба, штат Сан-Паулу, Бразильская империя — 19 декабря 1925, Сан-Паулу, Бразилия) — бразильский медик, врач-гигиенист. Национальный герой Бразилии.

## Биография
В 1887 году окончил медицинский факультет Федерального университета Рио-де-Жанейро. Начал свою профессиональную деятельность в качестве врача во внутренних районах Сан-Паулу. В 1896 году стал государственным санитарным инспектором. С 1898 года — директор Санитарной службы штата Сан-Паулу.
В конце XIX — начале XX века был в числе немногих бразильских медиков, которые активно боролись с эпидемиями и эндемиками, уничтожающими население страны.
Вместе с Освальдо Крусом, Адольфо Лутцом, Виталом Бразилом и Карлусом Шагасом активно участвовал в борьбе с эпидемиями холеры, бубонной чумы, оспы, брюшного тифа, малярии, с анкилостомозом, шистосомозом и лейшманиозом, которые тогда были широко распространены как тропические болезни в Бразилии, из-за плохих условий и бедности, отсутствии гигиены и незнания о механизмов их передачи.
Чтобы доказать противникам, что инфекционные заболевания передаются путём заражения людей от укусов насекомых, провёл на себе эксперимент по передаче жёлтой лихорадки от укуса комара жёлтолихорадочного.
Занимался изучением тропических болезней, особенно паразитарного происхождения. Был одним из основателей Института Бутантана — биомедицинского исследовательского центра в городе Сан-Паулу, Бразилия.
Кроме того, создал Службу здравоохранения детей от инфекционных заболеваний, санитарно-инспекционную школу, Службу лечения и профилактики трахомы. В целом, реорганизовал санитарную службу страны, Центральную дезинфекционную больницу, изоляционную больницу, ныне Институт Эмилио Рибаса, Лабораторию химического и броматологического анализа и Фармацевтическую лабораторию. Обнаружил, что климат Кампос-ду-Жордау благоприятен для болезней лёгких и способствовал созданию там санаторно-курортной зоны.

## Память
- В его честь назван главный Центр инфекционных исследований и больница, связанную с Институтом инфекционистов им. Эмилио Рибаса, научная лаборатория, железнодорожная станция, улицы и площади.
- Создан музей Эмилио Рибаса.
- Установлен бюст[1].